# الرابعة (العتامنة)
الرابعة هو دُوَّار يقع بجماعة ارفالة، إقليم أزيلال، جهة بني ملال خنيفرة في المملكة المغربية. ينتمي الدوّار لمشيخة العتامنة التي تضم 4 دواوير. يقدر عدد سكانه بـ 773 نسمة حسب الإحصاء الرسمي للسكان والسكنى لسنة 2004.

## روابط خارجية
- البوابة الوطنية للجماعات الترابية
- المندوبية السامية للتخطيط